# Дубровка (Терновский район)
Дубро́вка — посёлок в Терновском районе Воронежской области России. Административный центр Киселинского сельского поселения.

## География
Посёлок находится в северо-восточной части Воронежской области, в лесостепной зоне, в пределах Окско-Донской равнины, на расстоянии примерно 29 км (по прямой) к западу-юго-западу (WSW) от села Терновка, административного центра района. Абсолютная высота — 168 м над уровнем моря.
Часовой пояс
Посёлок Дубровка, как и вся Воронежская область, находится в часовой зоне МСК (московское время). Смещение применяемого времени относительно UTC составляет +3:00.

## Население
| 2010 |
| ---- |
| 599  |

Гендерный состав
По данным Всероссийской переписи населения 2010 года в гендерной структуре населения мужчины составляли 47,7 %, женщины — соответственно 52,3 %.
Национальный состав
Согласно результатам переписи 2002 года, в национальной структуре населения русские составляли 98 %.

## Улицы
- ул. Кооперативная,
- ул. Ленинская,
- ул. Лесная[5].

## Инфраструктура
В посёлке функционируют средняя общеобразовательная школа, детский сад, фельдшерско-акушерский пункт, сельский дом культуры, библиотека и отделение Почты России.